# Nástroje smrti
Nástroje smrti (anglicky The Mortal Instruments) je série šesti fantasy románů americké autorky Cassandry Clare.
Příběh pojednává o šestnáctileté dívce Clary Fray, která se stane svědkyní vraždy, kterou spáchají tři mladí lidé se zvláštními tetováními na těle a které vidí jen ona. Mrtvé tělo pak ještě k tomu zmizí a tři tajemní lidé jí prozradí, že to byl démon. Clary se snaží na tento zážitek zapomenout, když ale někdo unese její matku a na ní zaútočí nějaké podivné stvoření, objeví nový svět plný Lovců stínů, vlkodlaků, upírů, víl, čarodějů, andělů a démonů...
Byl natočen film a Netflix produkoval seriál Shadowhunters opatřený českými titulky, obsahuje 3 sezóny o celkovém počtu 43 dílů.

## Jednotlivé knihy
1. Město z kostí (anglicky City of Bones) (v Americe vydáno 27. března 2007)
2. Město z popela (anglicky City of Ashes) (v Americe vydáno 25. března 2008)
3. Město ze skla (anglicky City of Glass) (v Americe vydáno 24. března 2009)
4. Město padlých andělů (anglicky City of Fallen Angels) (v Americe vydáno 5. dubna 2011)
5. Město ztracených duší (anglicky City of Lost Souls) (v Americe vydáno 8. května 2012)
6. Město nebeského ohně (anglicky City of Heavently Fire) (v Americe vydáno 27. května 2014)

## Děj

### Město z kostí
Clary Fray je úplně obyčejná patnáctiletá dívka, která žije se svou matkou. Společnost jí dělá její nejlepší kamarád Simon a kamarád její matky Luke. Se Simonem si společně vyrazí do klubu Pandemonium, kde se stane svědkem podivné vraždy. Vrahy jsou dva mladí kluci a jedna holka v jejím věku, které může vidět jenom ona a oběť po své smrti zmizí. Podivná partička jí vysvětlí, že zabili démona. Clary se snaží tuto událost vymazat ze své paměti. Ale jen do té doby, než je unesena její matka a jí napadne podivné monstrum a málem jí zabije. Náhodou se jí povede monstrum zabít, ale je zasažena démoním jedem. Naštěstí se tam objeví jeden kluk z podivné partičky a odvede ji do Institutu (místo kde přebývají Lovci stínů). Zde se dozvídá, že jí zachránil tajemný Jace Wayland, který ji neskutečně přitahuje a že společně s Alekem a Isabelou Lightwoodovými jsou Lovci stínů a chrání svět před démony a tzv. podsvěťany (napůl lidé a napůl démoni – čarodějové, víly, vlkodlaci, upíři), kteří poruší dohodu. Sami lovci jsou tzv. nefilim – potomci lidí a andělů. Sílu jim dávají tajemné runy, které si na kůži nanáší stélou.
Clary se společně s Jacem vydává do matčina bytu odkud byla unesena, aby se dozvěděla něco o sobě. Náhodou zjistí, že její matka byla Lovec stínů a skrývala se dlouhá léta před svým bývalým manželem Valentýnem Morgensternem, který měl být údajně mrtvý. Valentýn byl také Lovec stínů a byl také zakladatelem sdružení/odboje jménem Kruh, které se snažilo zrušit dohody s podsvěťany a tím by je mohli beztrestně zabíjet. Valentinova manželka, matka Clary – Jocelyn prohlédne jaký doopravdy Valentýn je a snaží se svým první dítětem Jonathanem Christopherm Morgensternem utéct. Bohužel Valentýn pochopí co má v plánu a finguje svou smrt společně s Jonathanem. Těhotná Jocelyn utíká do normálního světa s Pohárem smrti a se starým přítelem Luciánem, který si nyní říká Luke a pomáhá jí s výchovou Clary. Jocelyn nechala kouzlem utajit před Clary její „vnitřní zrak“, aby ji chránila. Kouzlo se však musí obnovovat a tak když Jocelyn unesou, kouzlo přestává fungovat a Clary začíná vidět pravou podobu světa.
V Institutu pomáhá mladým lovcům Hodge, který byl kdysi členem Kruhu. Hodge s Jacem zjistí, že Clary blokuje paměť nějaké kouzlo a povolávají jednoho z Mlčenlivých bratrů – bratra Jeremiáše (patří k Lovcům stínů, ale jsou silnější). Ten zjistí, že s kouzlem nemůže nic dělat a pozve Clary před ostatní Mlčenlivé bratry do Tichého Města. Zde bratři Clary řeknou, že kouzlo je příliš silné a pomohou jí si vzpomenout na jméno Magnus Bane (Krasomil Pohroma), který je nejvyšší Brooklynský čaroděj. Clary s Jacem, Simonem, Isabelou a Alekem jdou na jeho večírek, kde se s Magnusem setkají, ten ale bohužel kouzlo nemůže zrušit. Ukáže tedy Clary pár run se kterými by se jí mohla rychleji vracet paměť. Simon se mezitím napije nápoje určeného pro podsvěťany a stane se z něj potkan. Potkani jsou ale mazlíčci upírů, kteří jsou přítomni i na večírku a tak si nedopatřením Simona vezmou s sebou. Clary se s Jacem vydává do starého hotelu Dumort zachránit Simona, což se jí podaří, ale setkává se tu i poprvé s vlkodlaky. Nakonec se jim podaří utéct a Simon se poté přemění zpět v člověka. Později zjistí, že vůdcem smečky vlkodlaků je Luke, který byl dřív Lovec stínů, ale nešťastnou náhodou ho pokousal vlkodlak a on se tak přeměnil také ve vlkodlaka. Luke jí vysvětlí, že má bratra Jonathana a že je i ona dcerou Valentýna.
Clary Jace stále více přitahuje, je tu taky ale její starý kamarád Simon. Na její narozeniny jí Jace vezme do skleníku v Institutu a tam ji políbí. Clarry pak náhodou zjistí kam mohla její matka schovat Pohár smrti, který Valentýn zoufale hledá a se kterým by si mohl vyrobit armádu Lovců stínů. Háček je v tom, že ne každý může být Lovcem stínů a některé by to mohlo zabít. To ale Valentýnovi vůbec nevadí. Poté, co pohár najdou a zabijí vyššího démona předá ho Clary Hodgovi. Ten ale pracuje pro Valentýna a tak omráčí Jace a Clary uzamkne za neprostupnou stěnu. Portálem přijde sám Valentýn a přebírá si pohár a odvádí s sebou Jace. Clary se pak společně s Lukem a jeho smečkou vydává do Valentýnova sídla, aby zachránila svou matku a Jace. Tam se dostane až k Jacovi, který je živý a zdravý. Jace tvrdí, že jeho otec je naživu. Když ale přijde, poznává v něm Clary Valentýna. Ten říká Jacovi Jonathane a krutá pravda se dostává na povrch. Jace Wayland je Jonathan Morgenstern. Syn Valentýna a Jocelyn a tím Claryin bratr. Luke se dostane k Valentýnovi a ten přes portál utíká do země lovců do Idrisu. Jocelyn je v bezvědomí a nikdo si s ní neví rady. Je proto odvezena do nemocnice.

### Město z popela
Do Institutu se vrací Marysa Lightwoodová. Ví o Valentýnovi i o tom, že Jace je jeho syn. Proto Jacovi nevěří a ze strachu ho posílá z Institutu pryč. Jace se vydá za Lukem. S Clary se už pár dní neviděli a úspěšně se sami sobě vyhýbají. Luke si ale s Jacem, který se popral s jeho smečkou, neví rady a tak Clary zavolá. Společně se pak vydávají zpět do Institutu. Marysa mezitím zavolala Inkvizitorku, ta provede na Jacovi rituál Mečem duše, při kterém musí Lovec stínů mluvit pravdu. Předtím se ale snaží Jace vyslýchat. Jeho arogance ho pošle do vězení v Tichém městě. V noci se ale začne ozývat strašlivý křik. Přímo předním něco zabije Mlčenlivého bratra Jeremiáše a následně se objeví sám Valentýn. Valentýn se Jacovi svěřuje se svým plánem na přetvoření andělského Meče duší na démonický Meč smrti, se kterým by mohl ovládat démony. V Institutu se rozezní poplach z Tichého města. Isabela, Alek a Clary neváhají a spěchají přímo tam. Když se dostávají k Jacovi mříži, je Valentýn už pryč. Clary v nějakém neznámém popudu vytáhne matčinu stélu a začne kreslit runu pro otevírání. Její účinky jsou ohromující. Otevře tím nejen zámek u Jacovi cely, ale také všechny ostatní zámky.
Inkvizitorka souhlasí s tím, aby Jace hlídal čaroděj Magnus Bane. Ten ho ubytuje u sebe doma, kde přijdou na to jak chce Valentýn Meč duše změnit. Potřebuje k tomu krev každého ze zástupců podsvěťanů a to od dětí. Jace a Clary dostávají pozvánku od vílí královny. Vydávají se tedy na Vílí dvůr, kde se dozvědí, že je Valentýn nějak změnil. Dělal na nich pokusy. Clary má údějně dar slov, která nemohou být vyslovena a Jace by měl mít dar samotného Anděla. Bohužel při odchodu nechce královna Clary propustit. Aby se vysvobodila, musí dostat polibek, po kterém sama nejvíc touží. Samozřejmě vyjde na povrch, že tím vyvoleným je Jace. Poté jsou propuštěni. Simon, který tomu všemu přihlížel se naštve a uteče. Ostatní se vrací zpět do Institutu. Zanedlouho se rozezní zvonek a za dveřmi je Rafael (upír) s mrtvým Simonem v náručí. Všem vysvětlí, že tehdy v hotelu Dumort se Simonovi dostala do těla jeho krev a tím, že ho zabili se z něj může stát upír. Musí ho jen zakopat na hřbitově a počkat až se probudí do nového života. Všichni se nakonec dohodnou, že Simonovu přeměnu dokončí.
Jace zpočátku na Clary tlačí, aby spolu chodili tajně. Ta to rázně odmítá, i když samotná by si to přála. Jace se urazí a s Clary se téměř nebaví. Vlkodlačici Maiu někdo u Luka napadne. Naštěstí ji Clary s Lukem včas zachrání. Kvůli démonímu jedu volají Magnuse, který přijíždí i s Jacem. Na zahradě najdou další démony, které zaútočili na Luka. Clary a Jace s nimi bojují. Nakonec ale utíkají. Jace se od jednoho z nich dozví, kde najít Valentýna a tajně se za ním vydává. Najde ho na lodi obklopeného démony s Pohárem smrti a Mečem duše napůl proměněným v Meč smrti. Valentýn mu slibuje, že pokud se k němu přidá, neublíží nikomu z jeho blízkých. To Jace odmítá a vrací se k Lukovi. Zanedlouho se zde objevuje Inkvizitorka, která odhalí, že Jace byl za Valentýnem. Myslí si, že je s ním spolčený a bere ho sebou do Institutu. Tam ho uvězní v Malachiášovi konfiguraci. Chce Jace vyměnit za pohár a meč.
Maia a Simon jsou Valentýnem uneseni. Jace se osvobodí ze svého vězení a vydává se s Clary a Lukem na Valentýnovu loď. Inkvizitorka pochopí, že Valentýn nikdy na výměnu nepřistoupí, že pro něj vlastní krev nic neznamená. Svolává tedy ostatní Lovce stínů a všichni se vydávají za Valentýnem. Clary unáší nějaký démon a přivádí ji před Valentýna. Snaží se s ním bojovat, je ale příliš slabá. Lovci společně bojují proti Valentýnovým démonům. Inkvizitorka Imogena v poslední chvíli zachraňuje Jace před smrtí a sama umírá. Jace se vydává za Clary. Nachází Simona. Vypadá to, že je mrtvý, ale ne úplně. Nabízí mu svou krev a Simon se tím pádem uzdravuje. Společně nachází Valentýna. Jace Clary hází svou stélu a ta maluje na loď runu otevření. Je tak silná, že to zničí celou loď. Valentýn ale opět uniká.
Simon se změnil, Jacova krev mu dovolila, že může snášet sluneční paprsky. Jace se Clary omluví za to jak se k ní choval a slíbí jí, že už bude jen její bratr. Zničená Clary se jde vypovídat do nemocnice za matkou. V nemocnici ale naráží na tajemnou Lovkyni stínů, která jí říká, že si svůj stav Jocelyn způsobila sama a že ví, jak ji z toho dostat.

### Město ze skla
Clary se dozvěděla, že musí v Idrisu najít čaroděje Ragnora Fella, který pro Jocelyn připravil onen lektvar. Jace ale nesouhlasí s tím, aby se do Idrisu vydávala, když má takovou moc. Bojí se, že by jí chtěl Spolek využít. Proto jí schválně neřekne, že on a Lightwoodovi odcházejí portálem o něco dřív. U jejich odchodu je i Simon. Jenže je nečekaně napadají Zavržení a jeden bodne Simona. Jace Simona odtáhne do portálu a všichni končí v Alicante (jediné město v Idrisu). Clary se vydává do Institutu připravená na cestu. Nachází zde Magnuse, který jí říká, že všichni už odešli. O Simonovi se jí nezmíní. Naštvaná Clary si vezme stélu a nakreslí runu, která otevře portál. Idris je však chráněn proti otevírání nenahlášených portálů. Než projde portálem, chytne se jí Luke za ruku. Oba spadnou do jezera Lynn poblíž města Alicante. Voda v jezeře je pro nefilim jedem. Lovec pak začne mít halucinace a nakonec zemře. Luke vede Clary za svojí známou. Nakonec už Clary není schopná jít sama a nese jí do domu Amatis. O které se dovídá, že je vlastně Lukova sestra. Luke mizí do lesů za Alicante a Clary musí zůstat v domě. Porušila totiž zákon.
Spolek se nakonec dohodne, že Simon se vrátí portálem zpět domů. Bohužel je to past a zavírají ho do vězení. Zde ho vyslýchají a snaží se ho zlomit, aby přiznal, že Lightwoodovi spolupracují s Valentýnem. Jace a ostatní o tom nemají ponětí. Clary utíká z domu Amatis a vydává se najít Jace. Bohužel jejich shledání nedopadne tak, jak si představovala. Nachází ho v obětí neznámé dívky. Jace na ní šíleně vystartuje a posílá ji zpět domů. Clary se vydává do domu Amatis. Dobíhá ji jeden kluk, který byl v domě s Lightwoodovými. Jmenuje se Sebastian a je velice pohledný a milý. Clary se mu zmíní, že přijela zachránit matku a že hledá čaroděje Fella. Druhý den se Sebastian za Clary vrací a nabízí jí pomoc v hledání čaroděje. Ona souhlasí a vydávají se k jeho domu. V domě ale není Ragnor Fell, ale Magnus. Ten zmrazí Sebastiana a vysvětlí Clary, že Fella zabil někdo z Valentýnových poskoků a že to co hledá je tzv. Bílá kniha, kde je spousta kouzel. Kniha by měla být ukrytá v domě Waylandů, kde Jace vyrůstal. Ten je ale chráněn ochrannými kouzly a jediný kdo se do něj může dostat je Valentýn a nebo Jace. Clary se s Magnusem dohodne, že zachrání její matku a knihu si pak může nechat. Ještě Clary musí slíbit, že Sebastianovi nic neřekne. Při cestě zpátky jí vezme ke spáleništi domu, kde žili její rodiče a její prarodiče. V tu chvíli ji Sebastian políbí. Clary ale z neznámého důvodu cítí, že je to špatně. Vrací se tedy do domu Amatis.
Přichází za ní Jace, aby se jí omluvil. Společně se pak vydávají do jeho starého Jacova domova pátrat po knize. Náhodou najdou tajnou chodbu. Nachází zde různé kosti a také nějakou zmučenou postavu v pentagramu. Poznávají, že je to anděl. Anděl jim ukáže střípky minulosti. Třeba jak Jocelyn říká, že Valentýn udělal z jejího chlapce monstrum. Také se jim představí jako Iruthiel a ukáže Clary nějakou runu. Ta se zdá Clary nedokončená a neví co znamená. Propouští anděla z pentagramu a ten si bere od Jace andělské ostří a spáchá sebevraždu. Dům se začne hroutit a Clary s Jacem utíkají ven aby se zachránili. Jace to nevydrží a řekne Clary, že nedokáže snést, že je její bratr. Clary, která je na tom stejně jako Jace nic nenamítá a začnou se vášnivě líbat.
Při cestě zpátky poznají, že se ve městě něco děje. Napadli je démoni. Clary se dozvídá o Simonovi a později se ho vydávají zachránit. Vedle něj v cele je Hodge, který jim prozrazuje, že Valentý hledá Zrcadlo, které patří k Poháru smrti a Meči smrti. S těmito nástroji smrti pak může vyvolat anděla Raziela a chtít po něm jednu věc. Prozrazuje jim, že zrcadlo je jezero Lynn. V tom ho ale zabíjí letící nůž, který hodil Sebastian. Jacovi, Clary a Alekovi tvrdí, že Isebela je s Maxem v pořádku. Ukazuje jim svou pravou tvář, napadne je, ale později raději utíká do temnoty. Ostatní se poté vracejí na Andělské náměstí. Zde najdou Lightwoodovi se sklánět nad malým tělíčkem – Maxem, mladším bratrem Isebely a Aleka. Zabil ho Sebastián. Bílou knihu předala Clary Magnusovi. O 3 dny později se na prahu Amatisiných dveří objevuje Jocelyn. Lovci se rozhodnou vzdát Valentýnovi a odmítají pomoc podsvěťanů. Clary ale nakonec pochopí co jí chtěl Iruthiel říct a předstupuje před všemi. Ukazuje všem jakou má moc a že jediná šance je spojit se s podsvěťany runou Spojení. Všichni souhlasí.
Jace se vydává najít Sebastiana. Dozvídá se, že Valentýn se snaží všechny Lovce stínů, kteří mu neodpřísáhli věrnost proměnit na tzv. Zavržené. Jace poté bojuje se Sebastianem a málem zemře. V poslední chvílí ho zachrání Isabela a on zabíjí Sebastiana.
Jocelyn Clary vypráví svůj příběh. O tom, jak Valentýna milovala. Jak jí dával v průběhu těhotenství různé lektvary, o kterých se pak dozvěděla, že to je vlastně démoní krev. Jonathan se narodil napůl jako démon a tím přišel o veškerou lidskost. V průběhu druhého těhotenství Jocelyn dostávala naopak krev anděla Iruthiela a proto má Clary v sobě andělskou krev. Stejně jako dítě, které Valentýn zachránil z umírající Celline, manželky Stephana Herondala, jeho přítele. Nejdůležitější zprávou pak ale je, že Jace není její bratr, ale právě tím zachráněným dítětem, kterého Valentýn adoptoval. To Sebastián je její bratr.
Clary se dozví, že Valentýn míří k jezeru. Vytváří tedy portál a vydává se za ním. Tam jí Valentýn spoutá a chce ji zabít a obětovat tak anděli. Najednou se ale objevuje Jace a snaží se s Valentýnem bojovat. Ten ho ale zabije. Clary v poslední chvíli přepisuje runy kolem oltáře při vyvolávání. Zamění Valentýnovo jméno za své. Přivolaný anděl Raziel Valentýnovu ideologii neschvaluje. Říká, že i podsvěťané mají právo na nebe tak jako nefilim a Valentýna zabije. Clary si pak může přát jednu jedinou věc. Chce zpět Jace.

### Město padlých andělů
Tělo Sebastiána nikdo nenašel a množí se záhadné vraždy bývalých členů kruhu.
Jace se začíná po pár týdnech od Clary opět odtahovat, když Clary Jace napadne, vydávají se do Tichého města za Mlčenlivými bratry. Jacovou myslí se prohání démon, který mu vkládá do hlavy ohavné sny.
Simona se snaží někdo zabít. Chrání ho vlčí prétor Kyle společně s Jacem. Kainovo znamení ale pracuje spolehlivě. Začíná chodit s Isabelle a i s Maiou. Vše se samozřejmě provalí. Isabelle by mu ale byla schopna odpustit.
Nikdo z nich netuší, že zlo opět nabývá na síle. Jace je plně v moci démonky Lilith, která se snaží vzkřísit mrtvého Sebastiana, kterého runou propojí s Jacem. Nakonec se jim sice podaří Lilith zneškodnit. Bohužel Jace a Sebastián zmizeli neznámo kam.

### Město ztracených duší
Sebastián je naživu a má ve své moci Jace, který se s ním snaží zničit svět Lovců stínů. Clary je odhodlaná Jace zachránit a vydává se tedy za svým bratrem a Jacem, aby našla způsob jak Jace přivést zpět.
Magnus, Isabelle, Alec a Simon se snaží vyjednávat s démony. Avšak neúspěšně. Simon tedy vyvolává anděla Raziela a prosí ho o nebeskou zbraň, která by dokázala zabít jen jednoho z nich a neublíží tím tomu druhému. Je mu odňato Kainovo znamení a anděl mu dává meč Glorious, který dokáže rozeznat dobro a zlo v těle. Pokud je člověk spíš zlý, zabije ho to. Pokud je dobrý, dokáže zničit spojení se zlem.
Sebastian je zvrácený a chce po Clary víc než sourozenecký vztah. Ta ho odmítá, ale musí nadále spolupracovat kvůli Jacovi. Na bitevním poli Simon podává meč Clary, která se bude snažit bojovat ze všech sil, aby zachránila svět a Jace. Snaží se najít Sebastiana. Jace jí bohužel zahradí cestu a Clary si vzpomene, že Jace kterého miluje, by nikdy nechtěl být tím čím je teď. Meč mu zabodne přímo do hrudi. Díky meči Jacovo tělo vzplane jasným plamenem, pak se zhroutí. Zlomená Clary ho drží v náručí a volá jeho jméno. Za nedlouho se Jace pohne.

### Město nebeského ohně
Jace bojuje s nebeským ohněm ve svých žilách a při tom se množí Sebastiánovy útoky na Instituty. Lovci stínů jsou evakuováni do Idrisu, ale ani tady se nedá před temnými lovci schovat, které Sebastián vytváří pomocí Poháru smrti. Při jednom z útoků se nedopatřením dotkne bratr Zachariáš zraněného Jace a stává se z něj opět obyčejný lovec stínů. Později vyplývá, že zná Tessu Greyovou, která pomáhá lovcům stínů přijít na to, jak zachránit temné lovce z područí Sebastiána. Sebastian se jednou dostane ke Clary domů. Spoutá jì kouzlem nohy a přemlouvá ji aby s nim odešla. Nakonec přijde Jace a utká se Sebastianem a ten nakonec uteče. Předtìm ale, dá Jacovi polibek se slovy „Ave mistře Herondale
Clary s Jacem a ostatními se musí vydat do démoní dimenze, kde má Sebastián základnu, aby se pokusili zastavit jeho řádění. Démoní dimenze je vlastně jiná realita, kde lovci stínů svůj boj prohráli. Clary přijde na to, jak pomoct Jaceovi s nebeským ohněm. Sebastián chce Clary jako svou královnu tohoto zničeného a pochroumaného světa... drží v zajetí zástupce podsvěťanů (mezi nimi i Magnus a Luke) a její matku. Sebastián Clary vydírá, že pokud se nestane jeho královnou, zničí v jejím světě lovce stínů. Clary přijímá a usedá na trůn. Cesty mezi světy se zavírají a Sebastián oslavuje. V poslední chvíli mu Clary vrazí do srdce svůj meč naplněný nebeským ohněm, který se jí podařilo dostat z Jace. Nebeský oheň z něj vypálí všechen démoní jed, kterým ho napumpoval Valentýn a stává se z něj opravdový Jonathan, který nikdy nedostal šanci žít. Pomáhá zničit temné lovce stínů a umírá v náručí Jocelyn.
Cesta z dimenze je zavřená, ale Magnus se svěří, že jeho otec je jeden z devíti démoních knížat a pán této dimenze - démon Ašmodaj. Pokouší se s ním domluvit za jakou cenu by je mohl dostat domů. Nejdřív to vypadá, že bude chtít Magnusovu nesmrtelnost což by Magnuse zabilo. Nečekaně se ale nabídne Simon a Ašmodaj souhlasí s tím, že z něj udělá obyčejného smrtelníka a vymaže mu všechny vzpomínky.
Clary je zničená, že přišla o nejlepšího kamaráda, který jí byl bratrem a Isabella, že přišla o svou lásku. Po pár měsících se ho pokouší najít a zjistit, zda v něm přece jen nějaká vzpomínka nezůstala a zjišťují že ano. Magnus mu malým kouzlem pár vzpomínek oživí, ale nikdy neodkáže vrátit vše. Je tu možnost, že by se Simon mohl stát lovcem stínů. Alek se usmíří s Magnusem, Jocelyn se vdává za Luka a Tessa s bratrem Zachariášem cestují do Los Angelského institutu za Emou Carstairsovou, která nedávno přišla o rodiče.

## Postavy
Clarissa "Clary“ Adele Frayová/Fairchildová/Morgensternová

Clary je na počátku svého dobrodružství patnáctiletá slečna. Je drobná a zrzavá. Její matka se po odchodu od Lovců stínů přejmenovala na Frayovou (je to spojení jmen Fairchildová a Grayová – podle čarodějky co pomohla udělat novorozenecký rituál), aby nechala za sebou svou minulost s Valentýnem Morgensternem, Claryiným otcem. Později Clary zjistí, že má díky andělské krvi nadání pro runy. Ve čtvrtém díle začíná s tréninkem na Lovce stínů. Je zamilovaná do Jace Waylanda.
Jonathan Christopher „Jace“ Wayland/Morgenstern/Lightwood/Herondale

Jace je sedmnáctiletý blonďatý Lovec stínů, který žije po smrti svého otce v Institutu s Lightwoodovými. Ti ho považují za součást rodiny. Jeho pravý otec byl Stephen Herondale. Bohužel zahynul a adoptoval ho Valentýn, který se o něj staral do jeho deseti let a může i za to, že i v jeho žilách je andělská krev. Patří mezi nejlepší Lovce stínů. Je zamilovaný do Clary Frayové.

'Simon Lewis/Lovelace'
Simon je nejlepší kamarád Clary. Je vysoký, chudý chlapec s hnědými vlasy a hnědýma očima a nosí brýle. Poté, co je Clary vtažena do světa Lovců stínů, ji ochotně následuje. Je do ní zamilovaný, ale brzy se smíří s tím, že ona jeho city neopětuje. Často nosí trička s hráčskými slogany. Simon je jediná postava, která začala život jako obyčejný člověk , ale v Městě z popela se přemění na upíra. V této knize také Valentýn Morgenstern Simona bodne do krku a podřeže mu zápěstí, aby získal čtvrtinu krve potřebnou k přeměně Meče duše na Meč smrti. Simona ale poté najde Jace a dá mu napít své krve, aby ho zachránil. Díky Jacově pomoci se z něj stane světlomilec – upír, který dokáže vyjít na slunce. Ve třetím díle mu Clary dá na čelo Kainovo znamení, které ho chrání. Zároveň to ale pro něj znamená prokletí. V Městě padlých andělů, se Simon ocitne v milostném trojúhelníku s Maiou Robertsovou a Isabellou Lightwoodovou. V Městě ztracených duší se definitivně rozhodne pro Isabellu, s níž je i ve Měste nebeského ohně.
Isabelle „Izzy“ Sophia Lightwoodová

Izzy je lovec stínů a sestra Aleca. Je popisována jako vysoká, štíhlá a krásna. Má dlouhé černé vlasy a tmavě hnědé oči, a často má u sebe zlatý elektro bič (jak je uvedeno v Městu z kostí, kde Izzy přilákala démona v Pandemonium). Isabelle je popisována jako neuvěřitelně dívčí ale s divokým a koketním postojem. Ve Městě ztracených duší, přiznává, že miluje Simona Lewise a v Městě nebeského ohně je z ní Simonova přítelkyně.
Alexander „Alec“ Gideon Lightwood

Alec je Jaceovým parabatai a zároveň je do něj zamilovaný. Když se objeví na scéně Clary, nenávidí ji. Postupně se to ale změní a on pozná, že se zamiloval do Magnuse, který jeho cit opětuje. Ve Měste ze Skla, Alec políbí Magnuse před svými rodiči, čímž se jim odhalí jako homosexuál. Je popisovaný jako tichý, který vždy chrání své mladší sourozence: Isabelle a Maxe (který později však v Městě ze Skla umírá). V Městě padlých andělů a Městě ztracených duší, je Alec nejistý o svým vztahem s Magnusem, protože Magnus je nesmrtelný a má velkou romantickou historii. Tato nejistota ho je důsledkem jeho pokusu uvést Magnuse proti jeho vůli do stavu smrtelnosti (s pomocí Camille Belcourt). Kvůli tomu pak Magnus jejich vztah v Městě ztracených duší ukončuje. Ve Městě nebeského ohně se však opět smiřují.
Luke Garroway

Luke se narodil jako Lucian Graymark, lovec stínů. Byl parabatai Valentýna a následoval ho v jeho ideologii. Je zamilovaný do jeho ženy Jocelyn. Když byl pokousán vlkodlakem a přeměněn, poslal ho Valentýn spáchat sebevraždu, protože podsvěťany bere jako méněcenné. Luke ale neposlechl a stal se vůdcem smečky na Manhattanu. Když od Valentýna utekla Jocelyn s Clary, začal se s ní scházet a nahradil Clary otce.
Jonathan Christopher (Sebastian) Morgenstern

Claryin ztracený bratr, kterého vychoval Valentýn. Když byla Jocelyn těhotná, podával jí démoní krev Lilith, která z Jonathana udělala napůl démona. Sám preferuje jméno Sebastián. Jaceovi se podaří Sebastiána zabít, ale Lilith svého „syna“ vzkřísí skrz spojení s Jacem. Nerozumí citům, ale zároveň chce být milován a uznáván jediným člověkem – Clary. Při zničenì pouta s Jacem se stane Sebastian nezranitelnym, jedina zbraň která ho dokáže zničit je nebeský oheň, který má v sobě Jace ale pak je ve zbrani Clary. Ta ho pak probodne. Ještě před smrtì se z něho stane obyčejný lovec stìnů takový který by byl kdyby v sobě neměl krev Lilith. Pomáhá zničit temnè lovce stìnů a pak umìrá s pocitem dobrèho skutku. Jocelyn svèho syna oplakává, Clary nevì co si má myslet.
bratr Zachariáš

Zachariáš je mlčenlivý bratr, který pomáhá Lovcům stínů. V šestém díle po Sebastianově napadaní Citadely Železných sester se pokusí vyléčit zraněného Jace, ale je popálen nebeským ohněm, který v něm „spálí vše démonské“. Už není Mlčenlivým bratrem. Pomáhá s obranou Idris a po válce se setkává s čarodějkou Tessou. Je jednou z postav v Pekelných strojích.

## Filmová adaptace
Natáčení filmové adaptace knihy Město z kostí začalo v létě 2012. Režie se ujal Harald Zwart. Hlavními hrdiny jsou Lily Collins (Clary Fray), Jamie Campbell Bower (Jace Wayland) a Robert Sheehan (Simon Lewis). Film se dostal do kin v roce 2013.
Natáčení dalšího filmu podle knihy Město z popela mělo začít v roce 2014, ale produkce byla nakonec zrušena ve prospěch televizního seriálu.[zdroj?]

## Seriálová adaptace
Po finančním neúspěchu první filmové adaptace se studio Constantin rozhodlo ve filmové sérii dále nepokračovat. Místo toho byla v říjnu 2014 zahájena příprava televizního seriálu na motivy knih Nástroje smrti. V únoru 2015 Cassandra Clare na Twitteru oznámila, že nový seriál bude mít název Shadowhunters. Bylo potvrzeno, že Shadowhunters nebudou nijak navazovat na původní film a knižní příběh odvypráví znovu od úplného začátku a s novým hereckým obsazením. Produkce odstartuje v červnu 2015 ve Vancouveru a seriál se začne vysílat v roce 2016 na stanici ABC Family. V případě úspěchu studio plánuje adaptaci celé knižní série.[zdroj?]
V hlavních rolích se představí Katherine McNamara (Clary Fray), Dominic Sherwood (Jace Wayland), Emeraude Toubia (Isabelle Lightwood), Alberto Rosende (Simon Lewis), Matthew Daddario (Alec Lightwood), Harry Shum Jr. (Magnus Bane), Maxim Roy (Jocelyn Fray), Isaiah Mustafa (Luke Garroway), Jon Cor (Hodge Starkweather), a další...

## Další knihy ze sérií
Cassandra Clareová se rozhodla pro celé universum propojených sérií ze světa Lovců stínů. Souhrnně jsou všechna, nejen tištěná, média označována jako Kroniky lovců stínů.

## Předcházející série
Cassandra Clareová je autorkou též dvou sérií chronologicky předcházejících ději Nástrojů smrti. Jedná se o sérii Pekelné stroje zasazenou ve stejném universu jako Nástroje smrti, avšak ve viktoriánském Londýně. Tuto spin-off trilogii sestávající z titulů: Mechanický anděl, Mechanický princ a Mechanická princezna začala psát Cassandra Clareová v roce 2009. Českého překladu první knihy se čeští čtenáři dočkají koncem roku 2015 a zbylé dvě knihy budou následovat v roce 2016.

### Pekelné stroje
V roce 2009 začala Cassandra Clareová psát Spin-off trilogii Infernal Devices. Jedná se o knihy: Mechanický anděl, Mechanický princ a Mechanická princezna. V Čechách tato edice zatím nevyšla. Hlavní hrdinkou je šestnáctiletá Tereza (Tessa) Grayová, která roku 1878, po smrti své tety, přijela do Londýna z New Yorku kvůli svému bratrovi. Brzy ale zjistí, že není obyčejný člověk a že svět není takový jaký myslela. Má zvláštní schopnosti, které chce využít člověk, který si nechává říkat Magister. Setkává se s tajemnými Lovci stínů, kteří jí berou do svého Institutu, kde postupně dostává odpovědi na své otázky. Mimo to se musí také vypořádat se svými city k panu Williamu Herondalovi a Jamesi Carstairsovi...

### The Last Hours
První díl další Spin-off trilogie The Last Hours je naplánovaný na rok 2017. Jedná se o knihy: Chain of Gold, Chain of Iron a Chain of Thorns.Příběh chronologicky zapadá po událostech série Infernal Devices a zaobírá se osudy Lucie a Jamese Herondalových.

### Následující série

#### Dark Artificies (Temné lsti)
V roce 2016 vyjde další Spin-off trilogie Dark Artificies. Jedná se o knihy: Lady Midnight, Prince of Shadows a The Queen of Air and Darkness. Příběh začíná 5 let po událostech v sérii Nástroje smrti. Hlavní hrdinkou je Emma Carstairsová, která je nejlepší Lovec stínů od dob Jace Waylanda. Zamiluje se do svého parabataie Juliana Blackthora, což je ve světě Lovců stínů zakázané...

#### The Wicked Powers
Bez jakýchkoliv dalších informací byla také oznámená další Spin-off série The Wicked Powers

### The Bane Chronicles
Dále bylo vydáno 11 krátkých novel o postavě Magnuse Banea pod názvem The Bane Chronicles, které autorka napsala společně s Maureen Johnson.

### Tales from Shadowhunter Academy
V současné době také vychází 10 krátkých novel pod názvem Tales from Shadowhunter Academy, které by se měly zaobírat postavou Simona Lewise. Autorka je píše společně se Sarah Rees Brennan.